# Daniel Zítka
Daniel Zítka (* 20. června 1975, Havířov) je bývalý český fotbalový brankář a reprezentant, profesionální kariéru ukončil v českém klubu AC Sparta Praha v létě 2012. Mimo ČR působil na klubové úrovni na Slovensku a v Belgii.
Po skončení kariéry se stal trenérem brankářů Sparty. Je také členem týmu Real TOP Praha, v jehož dresu se zúčastňuje charitativních zápasů a akcí.

## Klubová kariéra
V 10 letech začal hrát za TJ Baník Havířov, poté přesídlil do FK Viktoria Žižkov, o rok později přešel do FC Zlín a v roce 1997 do 1. FC Tatran Prešov. Hrál za belgický KSC Lokeren, odkud byl získán do bruselského Anderlechtu. Tam stabilně působil na místě brankářské jedničky, avšak v sezóně 2008/09 utrpěl vážné zranění, které jej vyřadilo ze hry na dlouhé měsíce. Do brány se vrátil až na konci sezóny 2009/10 na jediný zápas. S Anderlechtem vyhrál čtyřikrát ligový titul, jedenkrát belgický fotbalový pohár a dvakrát belgický Superpohár.
V roce 2010 dobrovolně přestoupil do pražské Sparty, byť mohl ještě rok v Anderlechtu zůstat. Po sezoně 2011/12 se rozhodl ukončit kariéru.

## Reprezentační kariéra
Působil i v českém výběru U21 (2 zápasy, jeden v roce 1994 a druhý v roce 1996).
Dne 21. listopadu 2007 odehrál svůj první zápas za seniorskou reprezentaci České republiky proti Kypru, vychytal výhru 2:0. Celkem nastoupil v letech 2007–2008 za český národní tým ve 3 zápasech.
Účast na vrcholových turnajích:
- Mistrovství Evropy ve fotbale 2008 v Rakousku a Švýcarsku

## Trenérská kariéra
Po skončení své aktivní kariéry se stal trenérem brankářů B týmu Sparty Praha. Tak tomu bylo do sezóny 2013/14, kdy Sparta svůj B tým zrušila a Zítka se přesunul pod trenéra Michala Horňáka do juniorského týmu. V lednu 2016 obsadil místo trenéra brankářů A týmu po zesnulém Pavlu Srničkovi. V roce 2019 zakládá BADZ - Brankářská akademie Daniel Zítka, kde je patronem a hlavním trenérem.

## Individuální ocenění
- Brankář roku 2007 v Belgii (s klubem RSC Anderlecht).
- Trofej dvanáctého muže (divácká cena) 2007 (s klubem RSC Anderlecht)